# Aalberts N.V.
Aalberts N.V. ist ein niederländisches Industrieunternehmen mit Sitz in Utrecht.

## Geschichte
Das Unternehmen wurde 1981 durch Jan Aalberts als eine Holding für das Unternehmen „Mifa“ gegründet. Mifa, ebenfalls von Aalberts gegründet, vertrieb von seinem Hauptsitz in Venlo aus bereits seit 1975 extrudierte Aluminiumprofile. Ab 1987 wurde das Unternehmen an der Amsterdamer Börse gelistet. Durch Unternehmensakquisitionen in den folgenden Jahrzehnten wurde das Produktprogramm immer wieder erweitert. Heute bietet Aalberts unter anderem Rohrsysteme, Fittings, Regelungstechnik und Dienstleistungen zur Oberflächenbehandlung an. Aalberts ist heute Bestandteil des AMX-Index.

## Akquisitionen
- Simplex (Deutschland) 1998; seit 1. April 2021 nur eine Produktlinie von Flamco[3]
- Thermi Centre S.A. (France) 2002[4]
- Hage Fittings GmbH & Co. KG. (Deutschland) 2003[5]
- LASCO Fittings, Inc. (USA) 2007[6]
- Henco Industries N.V. (Belgien) 2008[7]
- Conbraco Industries (USA) 2010[8]
- Flamco N.V., 2014[3]
- Impreglon GmbH, 2014[9]
- Meibes (Deutschland) 2016; seit 1. April 2021 nur eine Produktlinie von Flamco[3]
- Shurjoint (USA, China and Taiwan) 2016[10]
- Applied Process (USA) 2019[11]
- UWS Technologie (Deutschland) 2022[12]

## Produkte
Die 2003 übernommene Hage Fittings GmbH & Co. KG mit Sitz in  Rodgau-Dudenhofen hatte 1999 zum 100sten Firmenjubiläum 140 Mitarbeiter und fertigte Produkte für haustechnische Installationen sowie industrielle Anwendungen. Das Produktangebot der Geschäftseinheit Haustechnik bestand aus Gewinderohrteilen, Stahlmuffen, Schweißbögen, Tempergußfittings, Kupfer- und Rotguß-Lötfittings, Klemmverbindern (H-elastic und H-multilastic Verschraubungen), Klemmringverschraubungen (HAGE/VSH) aus Messing und Messing vernickelt (für Kupfer-, Edelstahl- und PEX-Rohre), Klöpperböden, Edelstahlfittings sowie Edelstahlrohren (Dominox) für die Trinkwasserinstallation sowie Gewindedichtungsmittel. Die Geschäftseinheit Industrierohrtechnik fertigte Gewindefittings, Armaturen, Rohre und Rohrzubehör aus Edelstahl sowie Schweißfittings aus Edelstahl und Sonderlegierungen.